# Matinicus Isle
Matinicus Isle – miasto w Stanach Zjednoczonych, w stanie Maine, w hrabstwie Knox.